# Gemeine Skorpionsfliege
Die Gemeine Skorpionsfliege (Panorpa communis) ist eine Schnabelfliegenart, deren Männchen über ein deutlich verdicktes Genitalsegment am Ende des Hinterleibes verfügen, das meist nach oben gekrümmt getragen wird und an den Stachel eines Skorpions erinnert. Darauf basiert der deutsche Name dieser Art und der ganzen Familie der Skorpionsfliegen (Panorpidae). Im Dezember 2017 wurde die Gemeine Skorpionsfliege als Insekt des Jahres 2018 ausgewählt.

## Körperbau

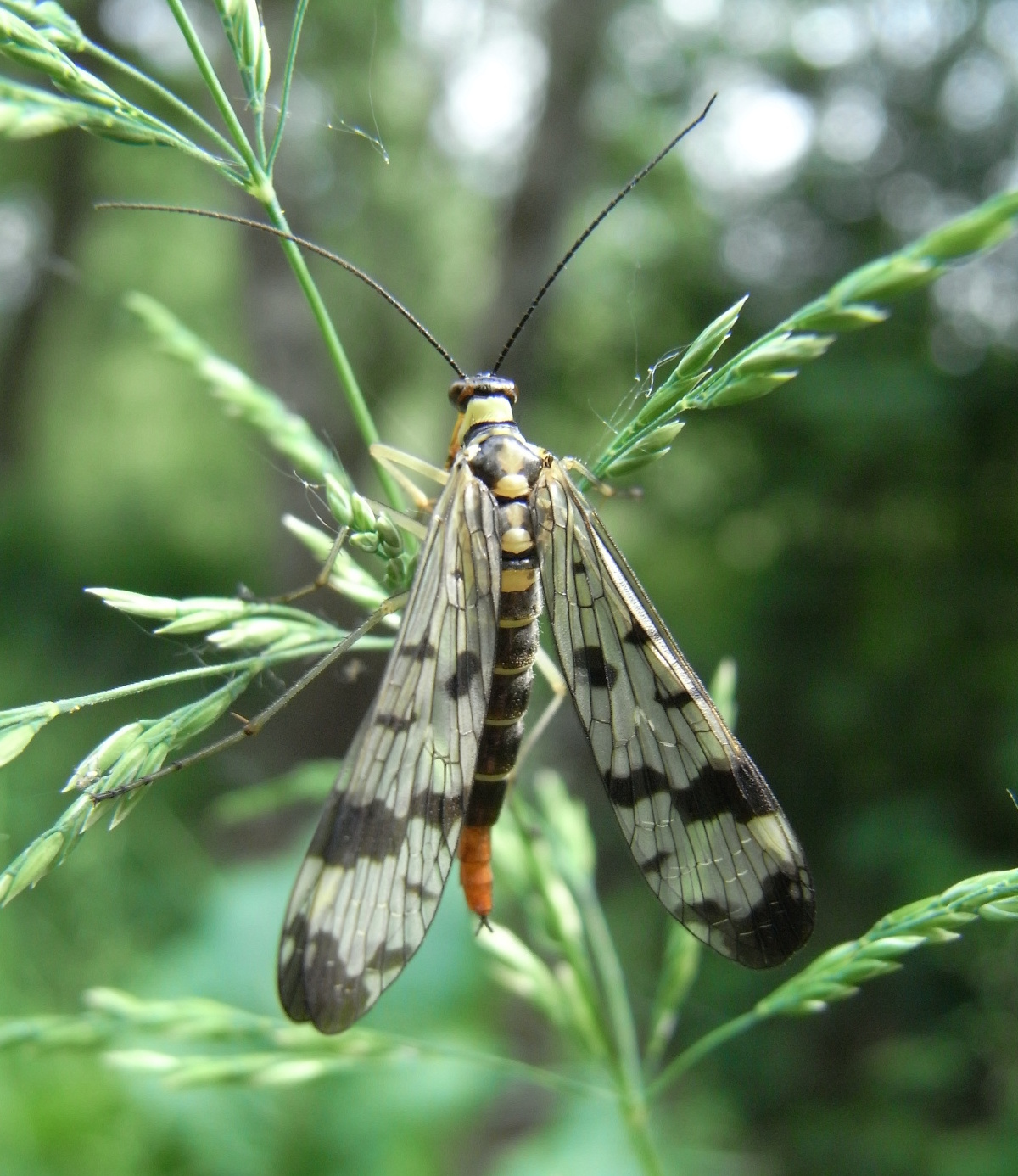
Panorpa communis, Weibchen

Die vier Flügel der Gemeinen Skorpionsfliege sind netzartig geädert, dunkel gefleckt und haben eine Spannweite von 25 bis 35 mm. Die Mundwerkzeuge sind schnabelartig verlängert. Die letzten Hinterleibssegmente sind bei beiden Geschlechtern rot. In der Form weisen sie hingegen einen ausgeprägten Sexualdimorphismus auf. Bei den Weibchen ist dieser Körperteil eine leicht nach oben gebogene Legeröhre, während die Männchen über ein stark nach oben gekrümmtes, zangenartiges Begattungsorgan verfügen, das an den Stachel eines Skorpions erinnert. Die vorderen Hinterleibssegmente sind schwarzgelb, wobei die schwarze Zeichnung nur ober- und unterseitig vorhanden ist. An den Flanken sind diese Segmente gelb. Die Tiere erreichen eine Körperlänge von bis zu drei Zentimetern.

## Lebensweise
Als Habitate bevorzugt die Gemeine Skorpionsfliege dunkle und feuchte Lebensräume wie z. B. Wälder oder Waldränder. Die Gemeine Skorpionsfliege ernährt sich von meist toten oder geschwächten Insekten. Bei der Nahrungssuche werden auch die Netze von Webspinnen aufgesucht und die darin verfangenen Insekten vertilgt, ein Verhalten, das als Kleptoparasitismus bezeichnet wird. Der Besuch des Netzes durch die Skorpionsfliege wird in der Regel von der Spinne bemerkt. Oft nähert sich diese auch der Skorpionsfliege, lässt sie dann aber unbehelligt gewähren. Der Grund für diese ungewöhnliche Verhaltensweise ist bisher unerforscht.

## Fortpflanzung

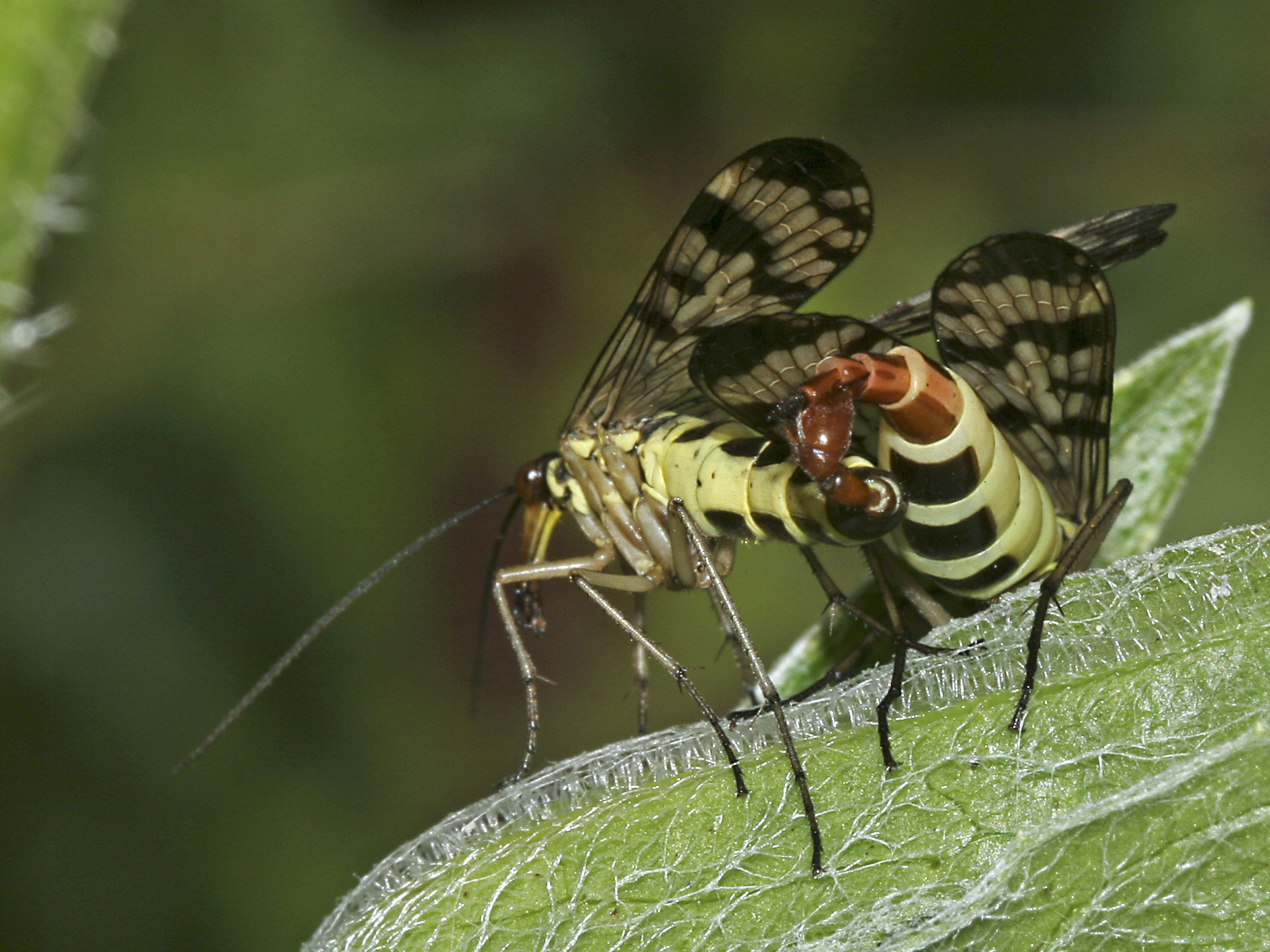
Kopulation – Männchen links

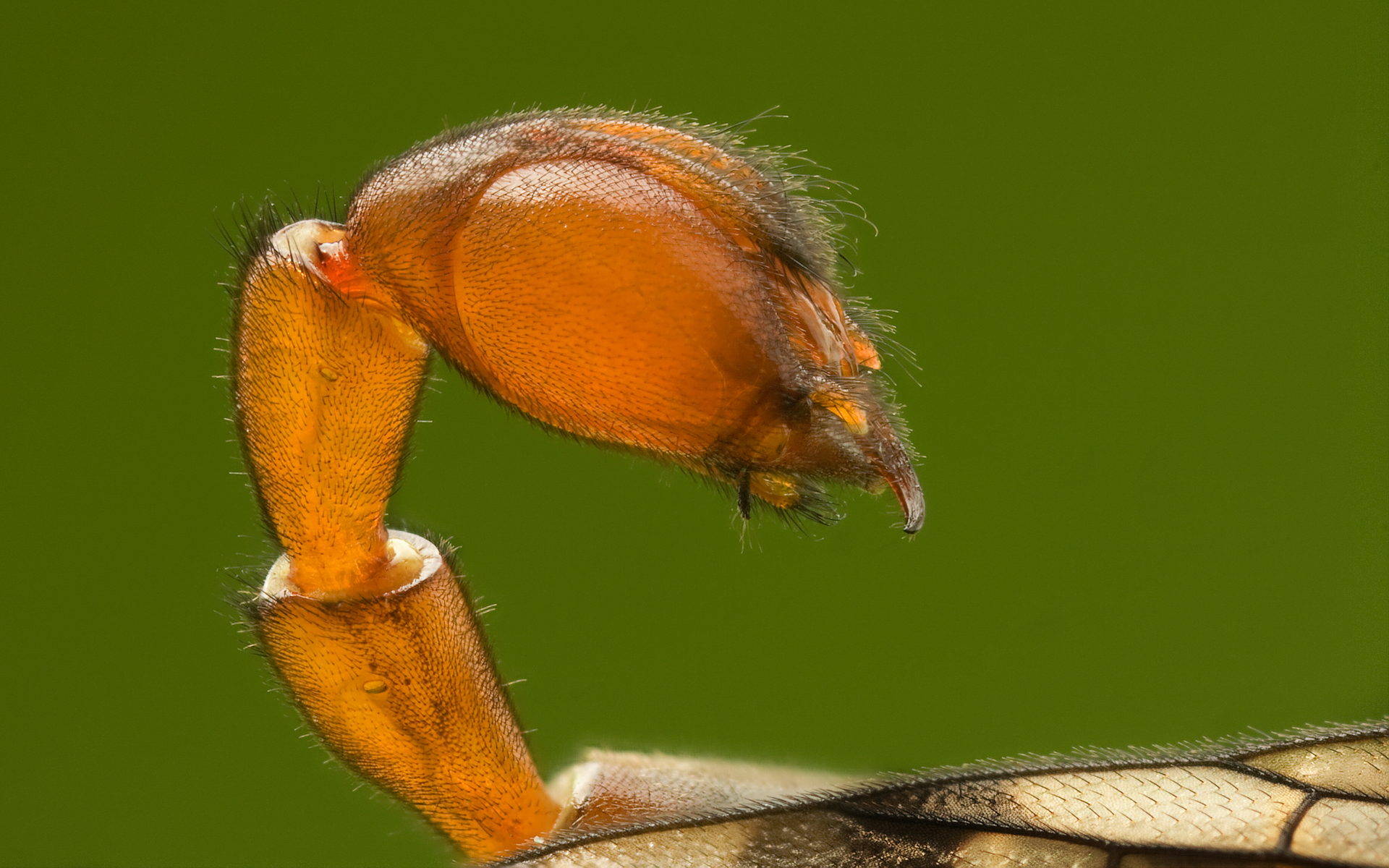
Männliches Genital, Seitenansicht

Um die Weibchen anzulocken, balzen die Männchen mit abgespreiztem und in die Höhe gestrecktem Genitalsegment. Hierbei wird, wie bei anderen Panorpa-Arten, eine Genitaltasche ausgestülpt und mit den Flügeln gefächelt, es werden jedoch keine Pheromone freigesetzt. Die Lokalisierung der Männchen durch die Weibchen erfolgt also rein optisch.
Der Verpaarung mit einem angelockten Weibchen geht meist eine lange Balz voraus, bei der sich das Männchen mit Flügelschlagen und zitternden Bewegungen des Hinterleibes dem Weibchen nähert. Dieses reagiert darauf zunächst abwartend und dann mit einer kurzen Flucht. Ist das Weibchen paarungswillig, bewegt es sich anschließend wieder lockend in die Nähe des Männchens, woraufhin das Männchen sich wieder annähert. Dieses Verhalten wiederholt sich mehrfach, bis das Männchen dem Weibchen ein „Hochzeitsgeschenk“ überreicht. Dies kann ein Nahrungsbröckchen oder ein eiweißhaltiges Sekrettröpfchen sein, welches das Männchen aus seinen Speicheldrüsen ausscheiden kann. Das Weibchen beginnt das Nahrungsgeschenk zu verzehren. In der Zeit ergreift das Männchen mit seinem zangenartigen Begattungsorgan den Hinterleib des Weibchens.
Die Kopulation erfolgt in einer V-Stellung und wird oft mehrfach wiederholt. Die Paarung kann sich bis zu zwei Stunden hinziehen, abhängig von der Menge an Nahrungsgeschenken, die das Männchen dem Weibchen übergeben kann. Danach beurteilt das Weibchen das Männchen. Gut genährte Männchen, die viele Sekrettröpfchen absondern können, können sich länger paaren und ihre Gene erfolgreicher weitergeben als schwächere Männchen.
Unter Umständen kann es vorkommen, dass einem Männchen ein Kopulationsversuch ohne „Hochzeitsgeschenk“ gelingt. In diesen Fällen sind die Kopulationen jedoch in der Regel sehr kurz (15–30 Minuten), da die Weibchen ihren Kopulationspartner oft abschütteln.

## Larvalentwicklung
Die Weibchen paaren sich in der Regel mit mehreren Männchen und legen dann nach etwa vier Tagen insgesamt 50 bis 60 Eier an unterschiedlichen Orten – jeweils zwölf bis zwanzig – in der Erde ab. Aus den Eiern schlüpfen nach rund zehn Tagen die Larven, die sich ebenso wie die erwachsenen Tiere von toten oder geschwächten Insekten ernähren und Schmetterlingsraupen ähnlich sehen. Während des Larvenstadiums häuten sich die Larven dreimal. Etwa vier Wochen nach dem Schlüpfen beginnt das Vorpuppenstadium, das sich abhängig von der Jahreszeit zwei Wochen bis zu acht Monate hinzieht. Die sich spät im Jahr entwickelnden Larven überwintern im Vorpuppenstadium, während sich die früh im Jahr entwickelnden Larven relativ schnell verpuppen und noch im selben Jahr als fertiges Insekt ausschlüpfen. Nach dem Verlassen der Puppenhülle braucht das Tier rund drei Stunden, bis es getrocknet und fertig ausgefärbt ist.

## Ähnliche Arten
In Deutschland kommen noch vier weitere Skorpionsfliegen der Gattung Panorpa vor.
Die sehr häufige Panorpa vulgaris unterscheidet sich durch den größeren Fleck auf den Flügeln nahe dem Flügelansatz, welcher sich über zwei Flügelzellen erstreckt. Bei der Gemeinen Skorpionsfliege erstreckt sich dieser Fleck nur über eine Zelle oder fehlt manchmal ganz.
Die Männchen der sehr häufigen Deutschen Skorpionsfliege (Panorpa germanica) lassen sich durch den großen dornartigen Fortsatz am dritten Tergit (Notalorgan) leicht erkennen.
Die Gebirgs-Skorpionsfliege (Panorpa alpina) hat nur kleine punktförmige Zeichnungselemente auf den Flügeln. Die Subcosta verschmilzt bereits in der Mitte der Vorderflügel mit der Costa. Auf den Flügeln finden sich nur wenige kleine, punktförmige, schwarze Zeichnungselemente. Trotz ihres Namens ist ihr Verbreitungsgebiet nicht auf die Alpen beschränkt.
Panorpa cognata hat einen hellbraun-gelblichen Kopf mit einem runden, schwarzen Fleck oberhalb der Antennen. Bei den Männchen hat das sechste Hinterleibssegment am hinteren Ende von der Seite betrachtet einen nach oben ragenden Höcker. Auf den Flügeln befindet sich kein schwarzer Fleck an der Flügelbasis und es gibt keine durchgehenden schwarzen Binden.